# Calanthe cremeoviridis
Calanthe cremeoviridis är en orkidéart som beskrevs av Jeffrey James Wood. Calanthe cremeoviridis ingår i släktet Calanthe och familjen orkidéer.
Artens utbredningsområde är Papua Nya Guinea. Inga underarter finns listade i Catalogue of Life.